# Bitpop
Bitpop – niszowy gatunek muzyki elektronicznej, powstały pod koniec lat osiemdziesiątych. 
Charakterystyczną cechą tego gatunku jest użycie starszych komputerów (Atari, Amiga, Commodore 64) w roli syntezatorów dźwięku. Commodore 64 jest uważany za najbardziej użyteczny w tworzeniu muzyki tego rodzaju - jego układ dźwiękowy (SID) posiada duże możliwości dźwiękowe. Twórczość bitpopowa uprawiana jest nie tylko przy zastosowaniu komputerów - używane są także nowsze typy telefonów komórkowych, czy konsole do gier typu Gameboy. 
W ramach tego gatunku istnieją zarówno zespoły tworzące typową muzykę elektroniczną, jak i zbliżone do hip-hopu, heavy metalu, a nawet folklorystyczne.

## Przedstawiciele
- Slagsmålsklubben
- Little Computer People
- Aleksi Eeben
- Welle: Erdball
- Dumbod (hip-hop)
- Machinae Supremacy (metal)
- Thermostatic